# Дром (департамент)
Дром (на френски: Drôme) е департамент в регион Оверн-Рона-Алпи, югоизточна Франция. Образуван е през 1790 година от югозападните части на провинция Дофине и получава името на река Дром. Площта му е 6530 км², а населението – 506 156 души (2016). Административен център е град Валанс.